# José Ángel Cuerda Montoya
José Ángel Cuerda Montoya (Vitòria, 1934) és un polític basc. Militant del Partit Nacionalista Basc, fou diputat per Àlaba a les eleccions al Parlament Basc de 1984 i alcalde de Vitòria de 1979 a 1999.

## Biografia
Va fer el batxillerat als Marianistes de Vitòria i es llicencià en dret a la Universitat de Valladolid. Va treballar un temps com a professor a l'Escola Universitària de Treball Social i després exercí com a advocat a la Cambra de la Propietat Urbana de Vitòria.
Alhora començà a militar en el Partit Nacionalista Basc, amb el qual fou elegit diputat al Congrés dels Diputats per Àlaba a les eleccions generals espanyoles de 1977. Després fou escollit membre de la Juntes Generals d'Àlaba a eleccions a les Juntes Generals del País Basc de 1979. Tanmateix, deixà l'escó quan fou escollit alcalde de Vitòria a les eleccions municipals espanyoles de 1979, càrrec que va ocupar fins al 1999.
La seva gestió en l'ajuntament de Vitòria fou considerada força progressista i respectuosa amb el medi ambient, va rehabilitar de forma integral el nucli urbà medieval de la ciutat; i va configurar espais per a noves formes de desenvolupament econòmic que, de forma harmònica, han ajudat a consolidar Vitòria com una capital moderna. El seu compromís polític ha tingut una important dimensió social que avui dia segueix conreant mitjançant la seva participació en diferents fòrums ciutadans, socials (és promotor de l'associació Bizitza-Berria de suport als sense sostre de la ciutat) i universitaris. Ha sigut un dels precursors al País Basc del concepte del desenvolupament sostenible. Va abanderar la lluita contra la discriminació i en favor de la inclusió social dels col·lectius i persones menys afavorits (en 1994 va rebre Premi Gehitu del País Basc i el Premi Triangle Rosa del Col·lectiu de Gais i Lesbianes de Madrid per ser el primer càrrec públic a obrir un Registre d'Unions Civils tant per a parelles heterosexuals com a homosexuals); va liderar l'ajuda a la cooperació municipalista amb el desenvolupament socioeconòmic dels països del Tercer Món; va dissenyar un model urbanístic pensat per al ciutadà. Va desenvolupar un nou campus universitari per a la Universitat del País Basc i va desenvolupar un procés integral de rehabilitació del nucli urbà medieval de la ciutat reconegut a nivell europeu (Premi Europa Nostra en 1982).
Militant del sector crític del PNB, abandonà el partit temporalment per a militar a Eusko Alkartasuna, partit amb el qual fou elegit diputat al Parlament Basc a les eleccions de 1984, però tornà al PNB.